# Rain Over Me
Rain Over Me è il terzo singolo estratto dal sesto album di Pitbull, Planet Pit. È caratterizzato dalla voce del cantante portoricano Marc Anthony nonché ex marito di Jennifer Lopez, con cui Pitbull ha collaborato nel singolo On the Floor. Tra Pitbull e Marc Anthony è la seconda collaborazione. La prima è avvenuta con il singolo Armada Latina. Rain Over Me è stato pubblicato il 10 giugno 2011 come terzo singolo promozionale e poi pubblicato come terzo singolo ufficiale dell'album il 19 luglio 2011. Ha debuttato alla posizione numero 75 nella Billboard Hot 100. Il video musicale è stato diretto da David Rosseau, il quale ha anche diretto il video del singolo che ha dato la fama a Pitbull, I Know You Want Me (Calle Ocho) nel 2009. In Italia il brano è entrato in rotazione radiofonica a partire dal 18 settembre 2011.

## Descrizione
Rain Over Me è una canzone dance-pop scritto dallo stesso Pitbull, insieme a RedOne, Marc Anthony, The Chef, AJ Janussi e Rachid Aziz, e prodotta da RedOne, David Rush e Blanco Joker. Secondo Robert Copsey di Digital Spy ha detto in merito della canzone: "è un passo fuori dal solito suono robotico di Pitbull". Bill Agnello di About.com ha osservato che Pitbull e Marc Anthony sono di origine latine, riferendosi alla canzone come un "duetto superstar latino".

## Video musicale
Il 22 luglio 2011 è stato pubblicato il video musicale di Rain Over Me, diretto da David Rousseau. A pochi giorni dall'uscita ha raggiunto oltre 190.000.000 di visualizzazioni su YouTube.
È uno dei video che ha ottenuto la certificazione Vevo.

## Tracce
- Digital download[19]

1. Rain Over Me (feat. Marc Anthony) – 3:51

## Classifiche
| Classifica (2011-25)    | Posizione massima |
| ----------------------- | ----------------- |
| Australia               | 9                 |
| Austria                 | 5                 |
| Belgio (Fiandre)        | 8                 |
| Belgio (Vallonia)       | 2                 |
| Canada                  | 7                 |
| Danimarca               | 2                 |
| Finlandia               | 2                 |
| Francia                 | 2                 |
| Germania                | 7                 |
| Irlanda                 | 16                |
| Italia                  | 20                |
| Norvegia                | 2                 |
| Nuova Zelanda           | 7                 |
| Paesi Bassi             | 17                |
| Polonia                 | 100               |
| Regno Unito             | 28                |
| Repubblica Ceca         | 4                 |
| Slovacchia              | 1                 |
| Spagna                  | 1                 |
| Stati Uniti             | 30                |
| Stati Uniti (Pop)       | 20                |
| Stati Uniti (Latin)     | 1                 |
| Stati Uniti (Latin Pop) | 1                 |
| Svezia                  | 12                |
| Svizzera                | 3                 |
| Svizzera (Romandia)     | 1                 |